# Inocybe petiginosa
Inocybe petiginosa (Elias Magnus Fries, 1821 ex Claude Casimir Gillet, 1876) din încrengătura Basidiomycota, în familia Inocybaceae și de genul Inocybe este o specie destul de răspândită de ciuperci otrăvitoare. Acest burete coabitează, fiind un simbiont micoriza (formează micorize pe rădăcinile arborilor). Un nume popular nu este cunoscut. În România, Basarabia și Bucovina de Nord trăiește pH-indiferent în grupuri adesea mari, aproape numai sub fagi, în păduri de foioase și mixte, la marginea lor, dar, de asemenea, prin parcuri și grădini. Timpul apariției este din iunie până în octombrie (noiembrie).

## Taxonomie

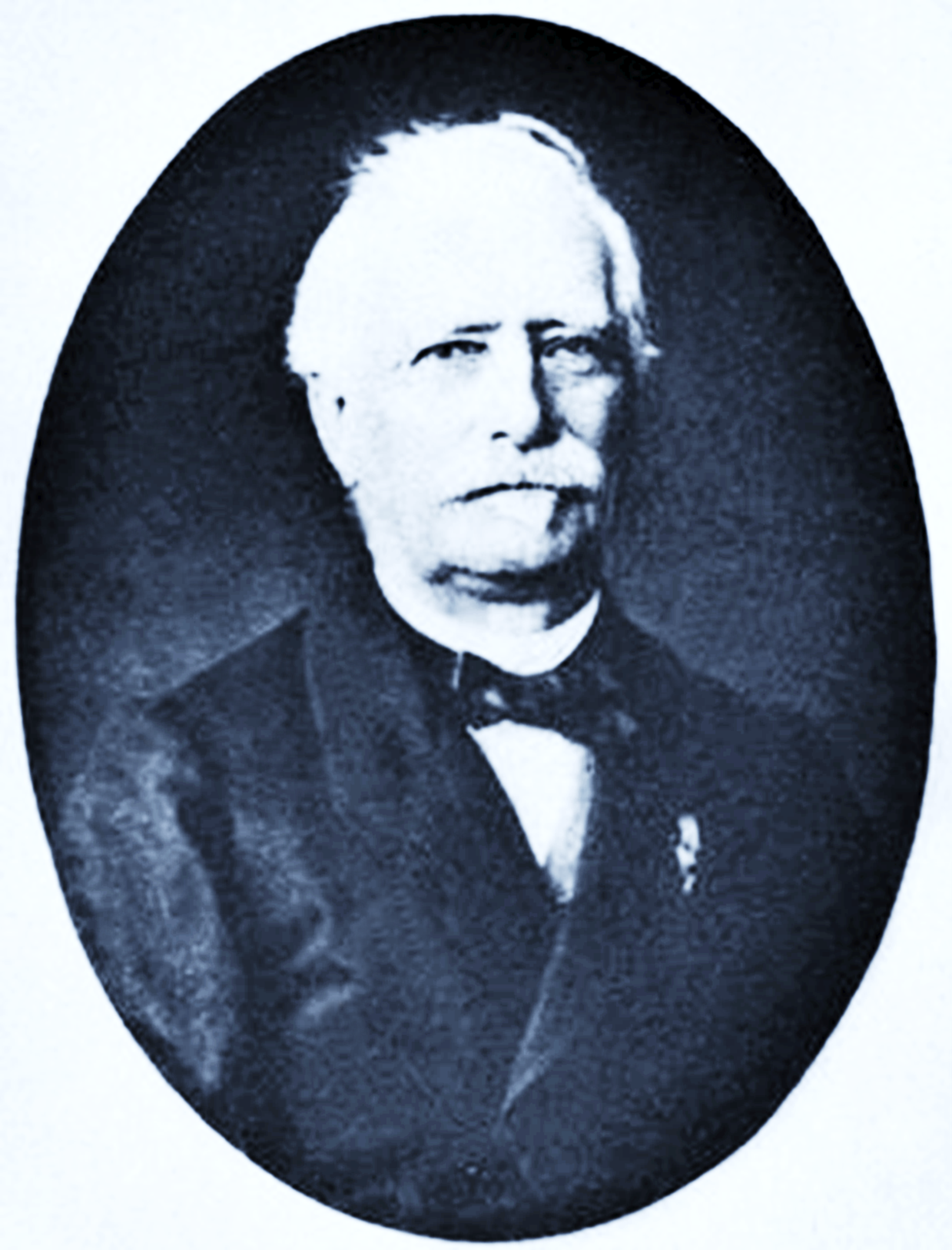
Claude Casimir Gillet

Primul care a descris specia (care însă a fost constatată parțial greșită) a fost savantul bur Christian Hendrik Persoon în  volumul 1 al lucrării sale Icones et Descriptiones Fungorum Minus Cognitorum din 1798 drept Agaricus rufipes.
În 1818, marele om de știință suedez (Elias Magnus Fries a determinat specia ca Agaricus petigosus, pentru a schimba epitetul în petiginosus, de verificat în volumul 1 al trilogiei sale Systema Mycologicum din anul 1821, fiind acceptat nume binomial.
Apoi, în 1876, micologul francez Claude Casimir Gillet a transferat specia corect la genul Inocybe sub păstrarea epitetului, de urmărit în volumul 2 al operei sale Les Hyménomycètes: Ou, Description de tous les champignons (Fungi) qui croissent en France din 1876. Acest taxon este numele valabil în curent (2021).
Sinonim obligatoriu este Hebeloma petiginosum al micologului german Paul Kummer din 1871 precum Astrosporina petiginosa al naturalistul englez Carleton Rea (1861-1946) din 1922, ambii taxoni bazând pe descrierea lui Fries din 1821.
Epitetul specific este derivat din cuvintele latine (latină petilus=slăbănog, subțirel), și (latină gigno=aici: produs de plantă, generat de pământ), datorită mărimii minore a ciupercii.

## Descriere

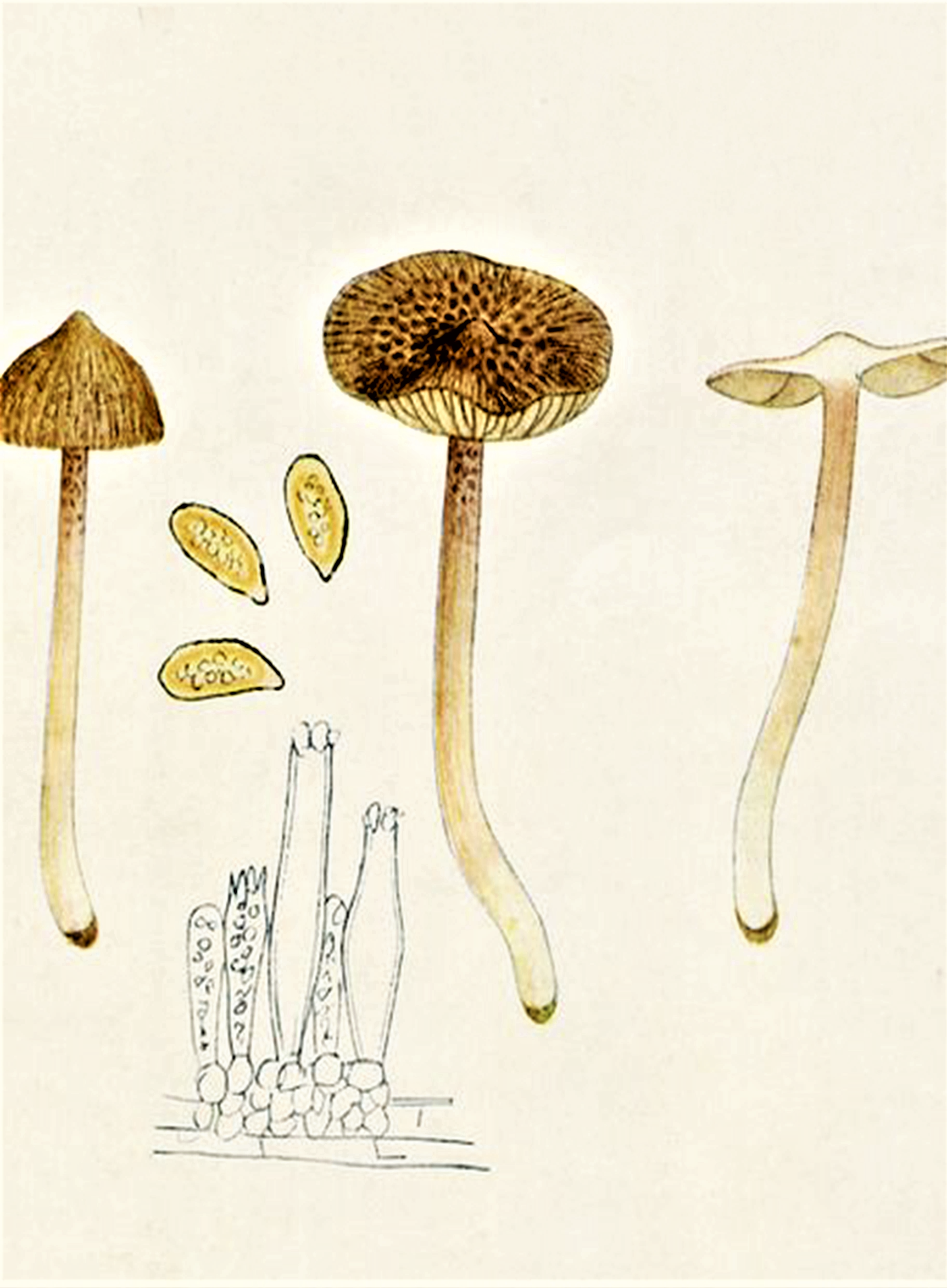
Bres.: Inocybe petiginosa

Inocybe petiginosa este una din cele mai mici specii ale genului. 
- Pălăria: cu un diametru de 1,5-3 (4) cm este subțire și fibroasă, inițial în formă de clopot, apoi întinsă cu centrul denivelat-cocoșat, de multe ori doar puțin ridicat. Cuticula uscată este fin solzoasă până mătăsos-păroasă, spre marginea necanelată mai mult sau mai puțin glabră, coloritul fiind ocru-brun până cafeniu, în mijloc din ce în ce mai închis, cafeniu-măsliniu și la margine gri, mai târziu gălbui. Suprafața devine prin ploaie repetată golașă.
- Lamelele: sunt slab bombate, subțiri și destul de distanțate, intercalate de multe lameluțe cu o lungime diferită precum neaderate la picior. Coloritul mai întâi slab gălbui devine la maturitate ocru-gălbui și în sfârșit ocru-brun, uneori cu nuanțe măslinii. Muchiile la bătrânețe adesea ceva zimțate sunt sterile.
- Piciorul: de 2-4 cm înălțime și de 0,2-0,3 (0,4) cm grosime este cilindric, zvelt, tare, fibros și plin pe dinăuntru, cu baza neremarcabil umflată. Coloritul tinde între galben-maroniu, cărămiziu și brun roșiatic, dar suprafața este mereu fin brumată în permanență albicios, datorită caulocistidelor. Nu prezintă un inel.
- Carnea: destul de fibroasă este albicioasă în pălărie și gălbuie până galben-portocalie în piciorul tenace. Are un miros în tinerețe imperceptibil, mai târziu spermatic și un gust blând. Ea conține muscarină.[3][4]
- Caracteristici microscopice: are spori de culoarea lutului netezi,  ovoidali sau în formă de migdale cu un apicol slab apiculați, granulați pe dinăuntru, având o mărime de 5,8-9,3 x 4,5-7 microni. Pulberea lor este brună ca tutunul. Basidiile clavate cu 4 sterigme fiecare măsoară 25-30 x 7-8 microni. Cistidele (elemente sterile situate în stratul himenal sau printre celulele din pielița pălăriei și a piciorului, probabil cu rol de excreție) de 60-70 x 15-20 microni sunt umflat cilindrice, cu pereți groși, vârfurile în formă de ciucuri cu incrustații apicale. Pereții reacționează cu amoniac devenind galbeni. Cheilocistidele (elemente sterile situate pe muchia lamelor) cu o dimensiune de 45,8-71,6 x 12,8-21,0 sunt destul de subțiri, dar  amestecate cu numeroase celule mici, veziculoase, celulele marginale în formă de pară. Se decolorează cu hidroxid de potasiu verde. Pleurocistidele (elemente sterile situate în himenul de pe fețele lamelor) sunt asemănătoare. Caulocistide (cistide situate la suprafața piciorului) prezente pe toată lungimea tijei măsoară 57,8-94,9 x 12,9-19,1 microni.[13][14][15]
- Reacții chimice: nu sunt cunoscute.[16]

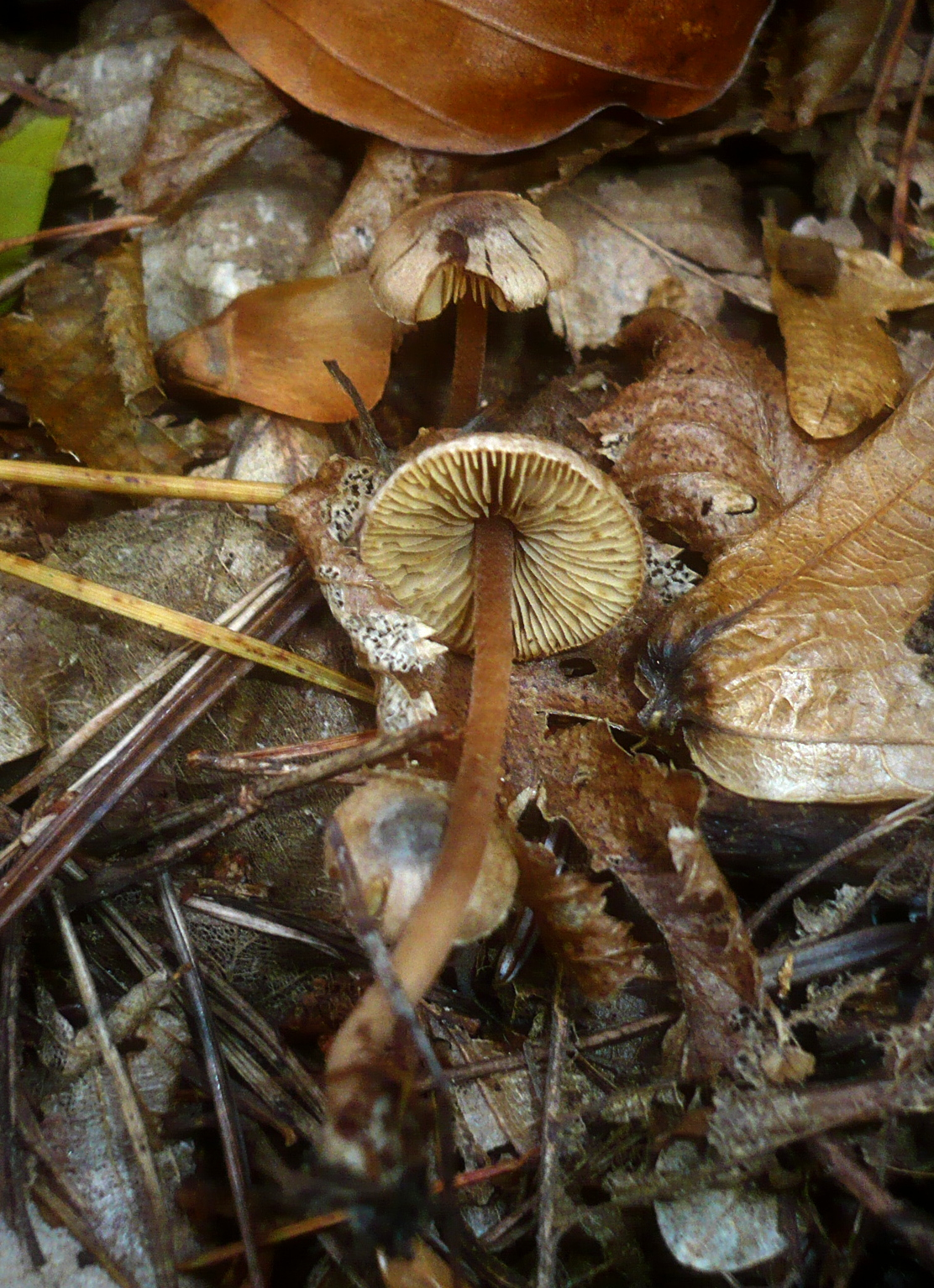
I. petiginosa, lamele și picior

## Confuzii
Inocybe petiginosa poate fi confundată cu Inocybe fraudans (otrăvitoare), Inocybe godeyi (otrăvitoare), Inocybe lanuginosa (otrăvitoare, posibil letală), Inocybe relicina (otrăvitoare), Inocybe rimosa (posibil letală), sau Inocybe squamata (otrăvitoare), dar, de asemenea, cu Cortinarius anthracinus (necomestibil), Cortinarius casimirii (necomestibil), Cortinarius casimirii! Hebeloma mesophaeum sin. Hebeloma strophosum (otrăvitoare), Naucoria subconspersa (necomestibilă, fără valoare culinară), sau Tubaria conspersa (necomestibilă, fără valoare culinară).

## Specii asemănătoare în imagini

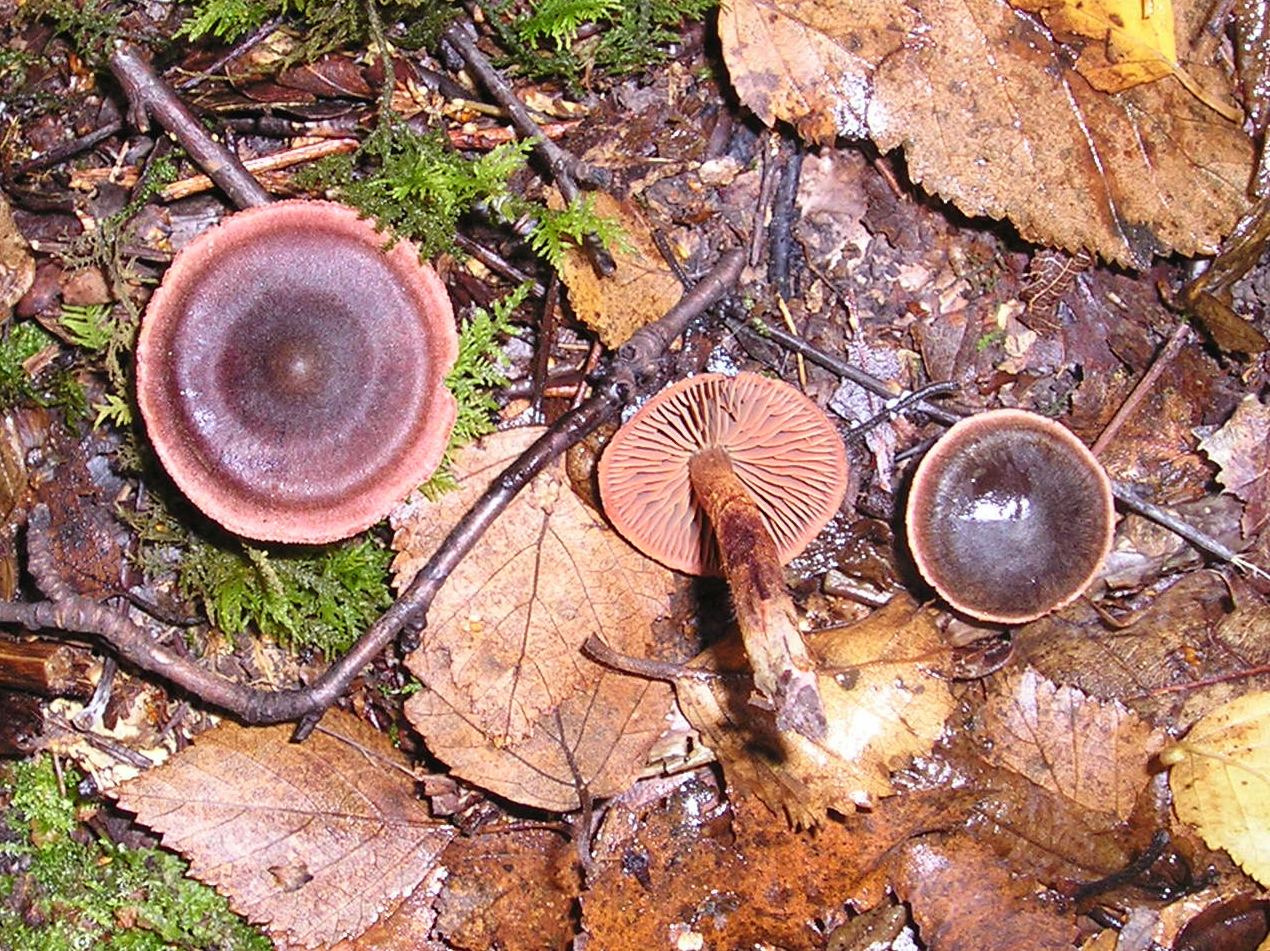
!Cortinarius anthracinus!
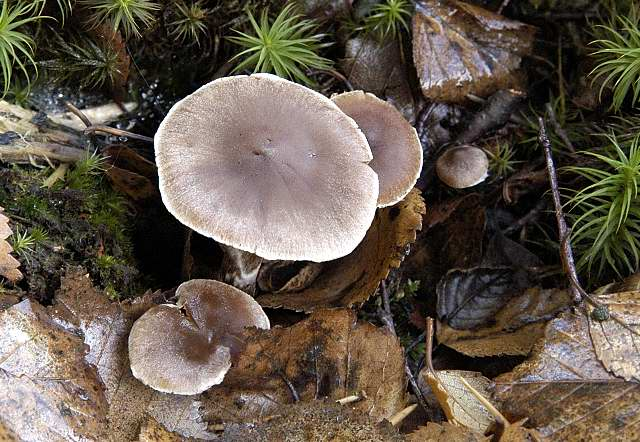
!
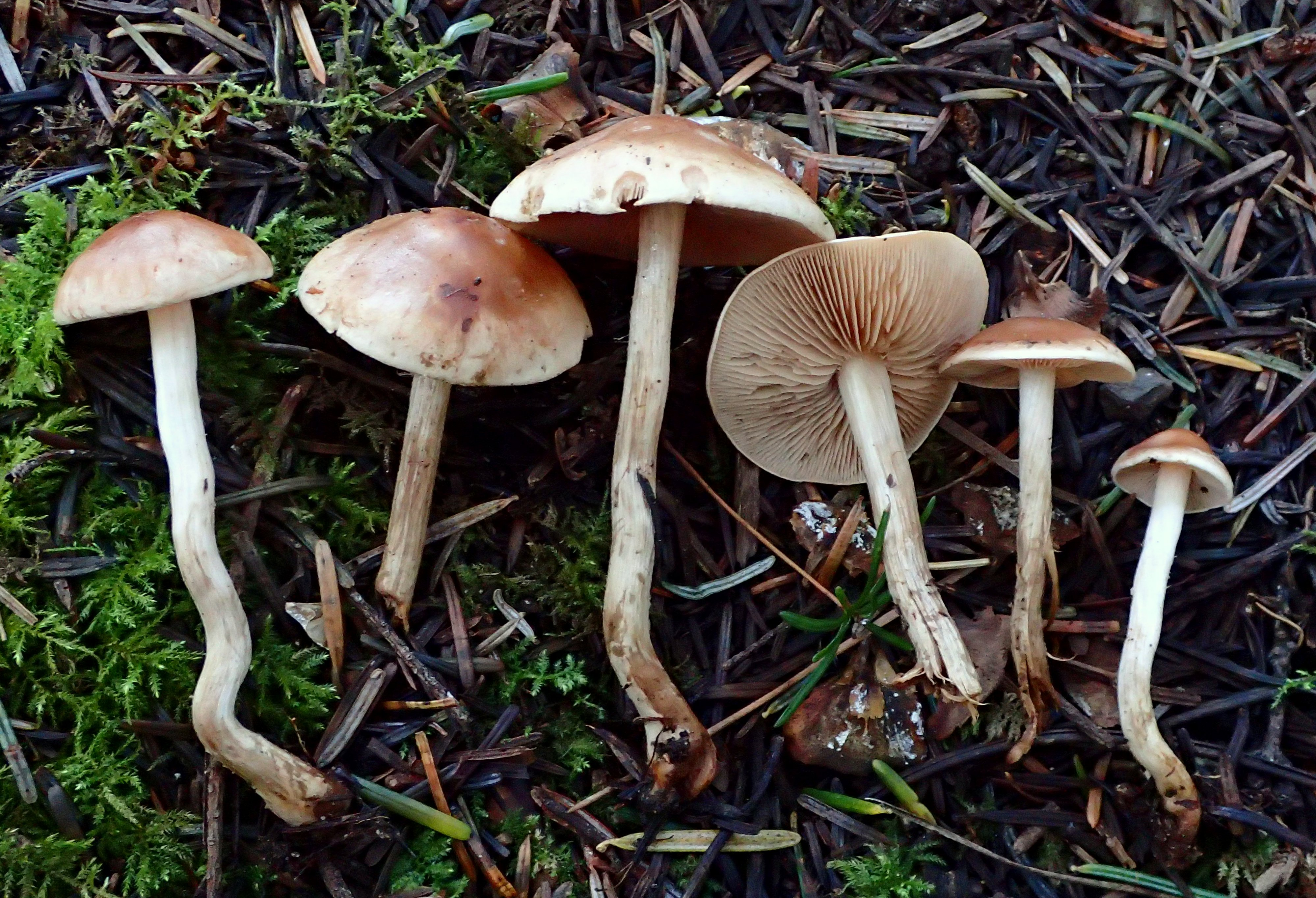
!!Hebeloma mesophaeum sin. Hebeloma strophosum!!
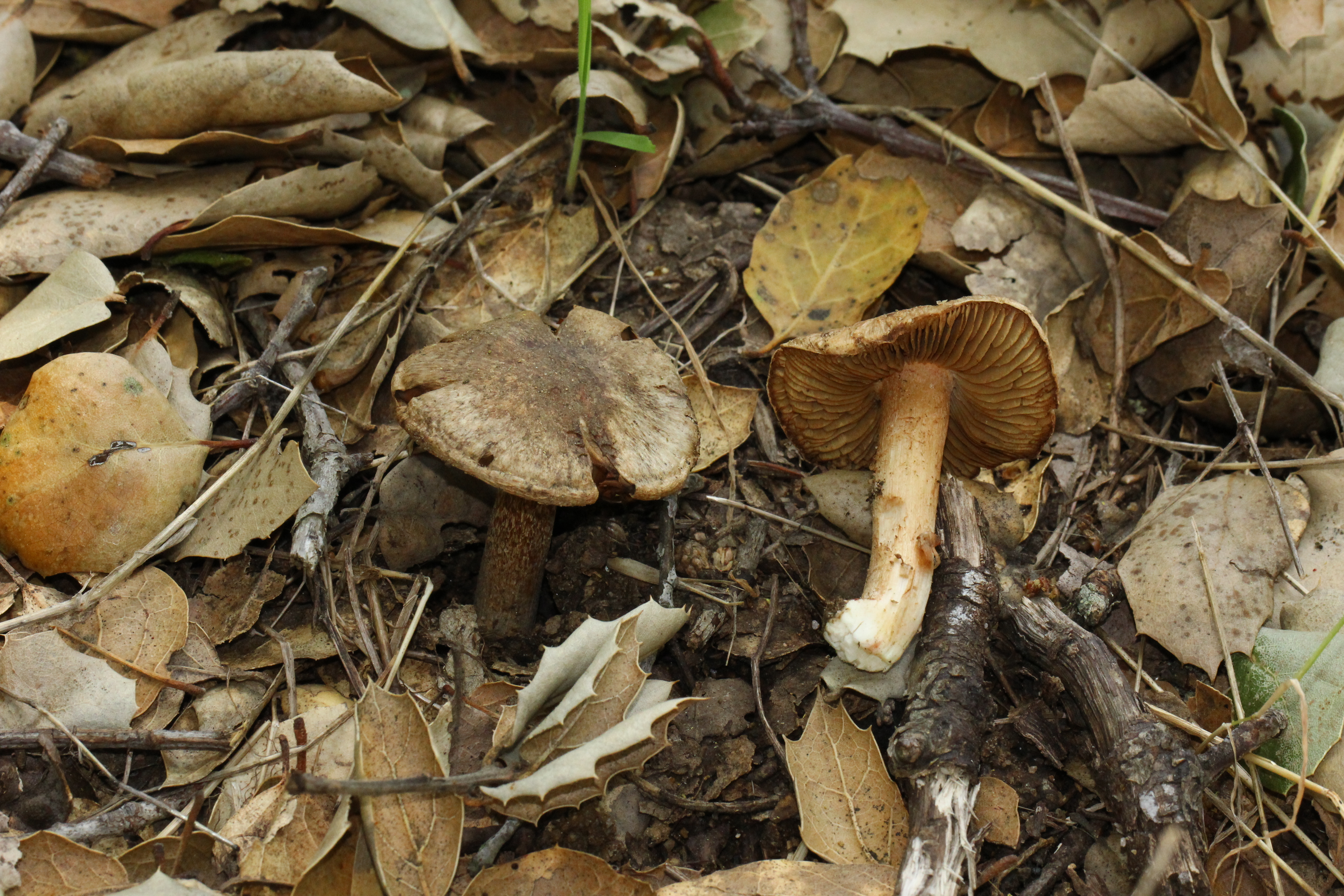
!!Inocybe fraudans!!
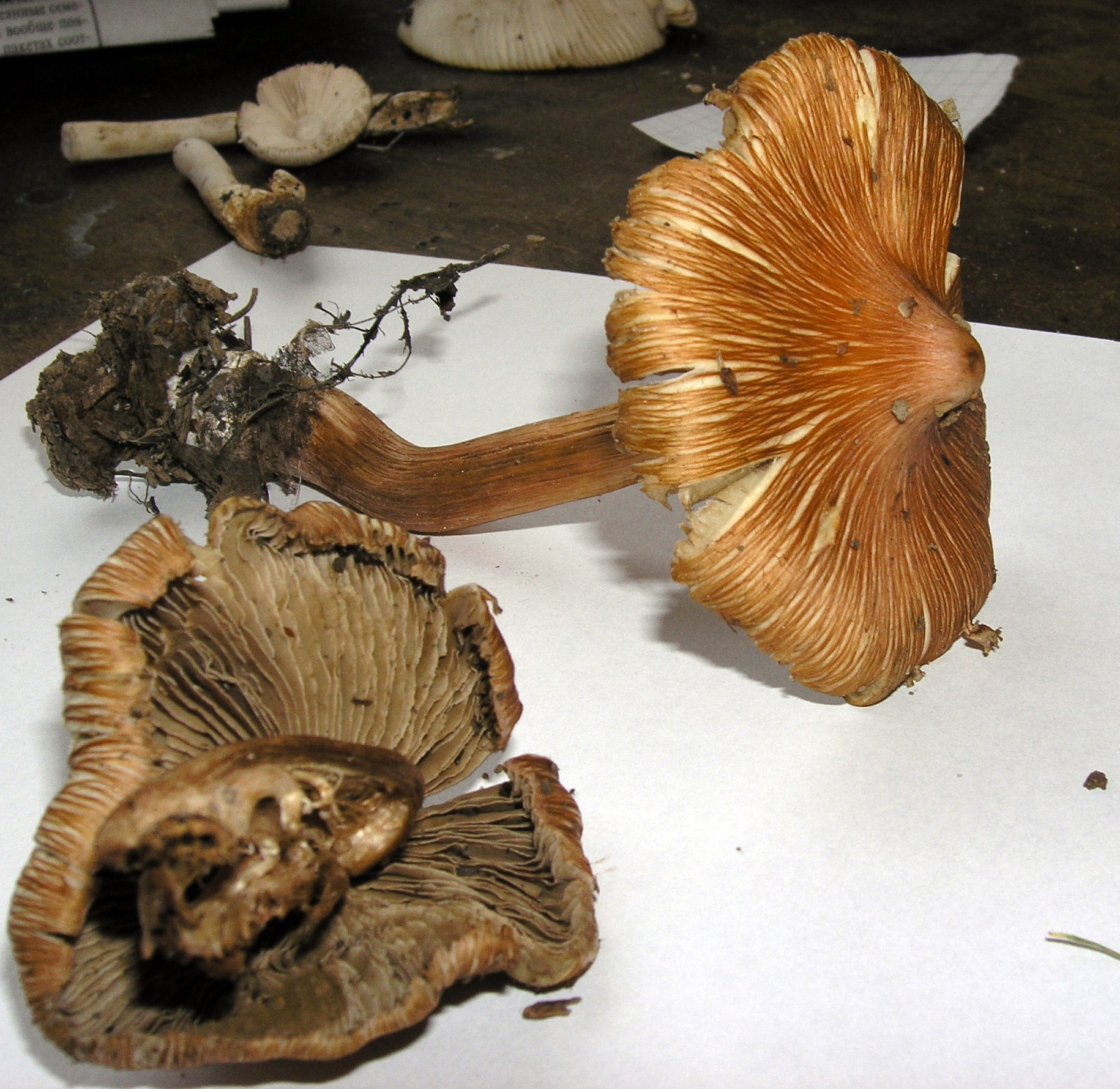
!!Inocybe godeyi!!
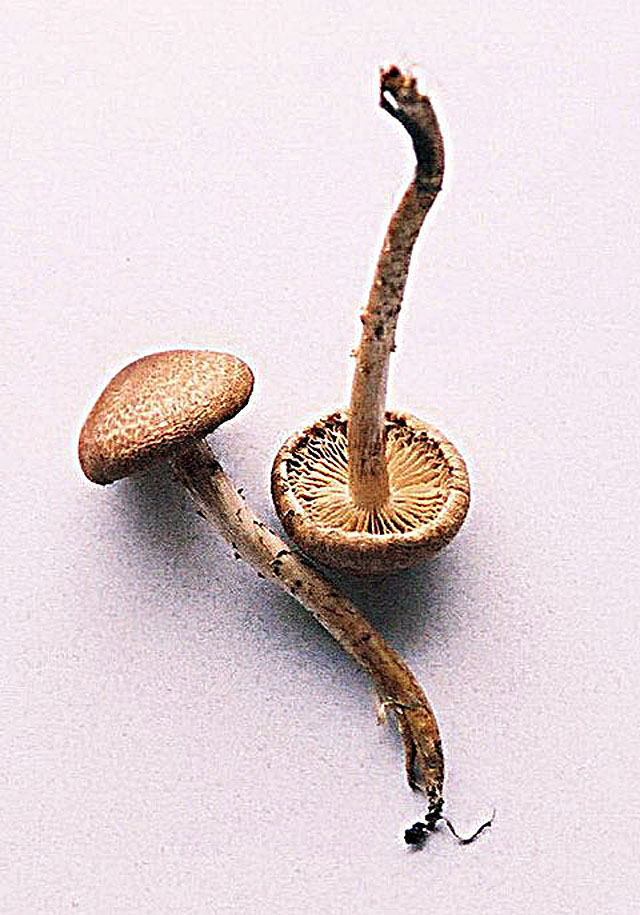
!!!Inocybe lanuginosa!!!

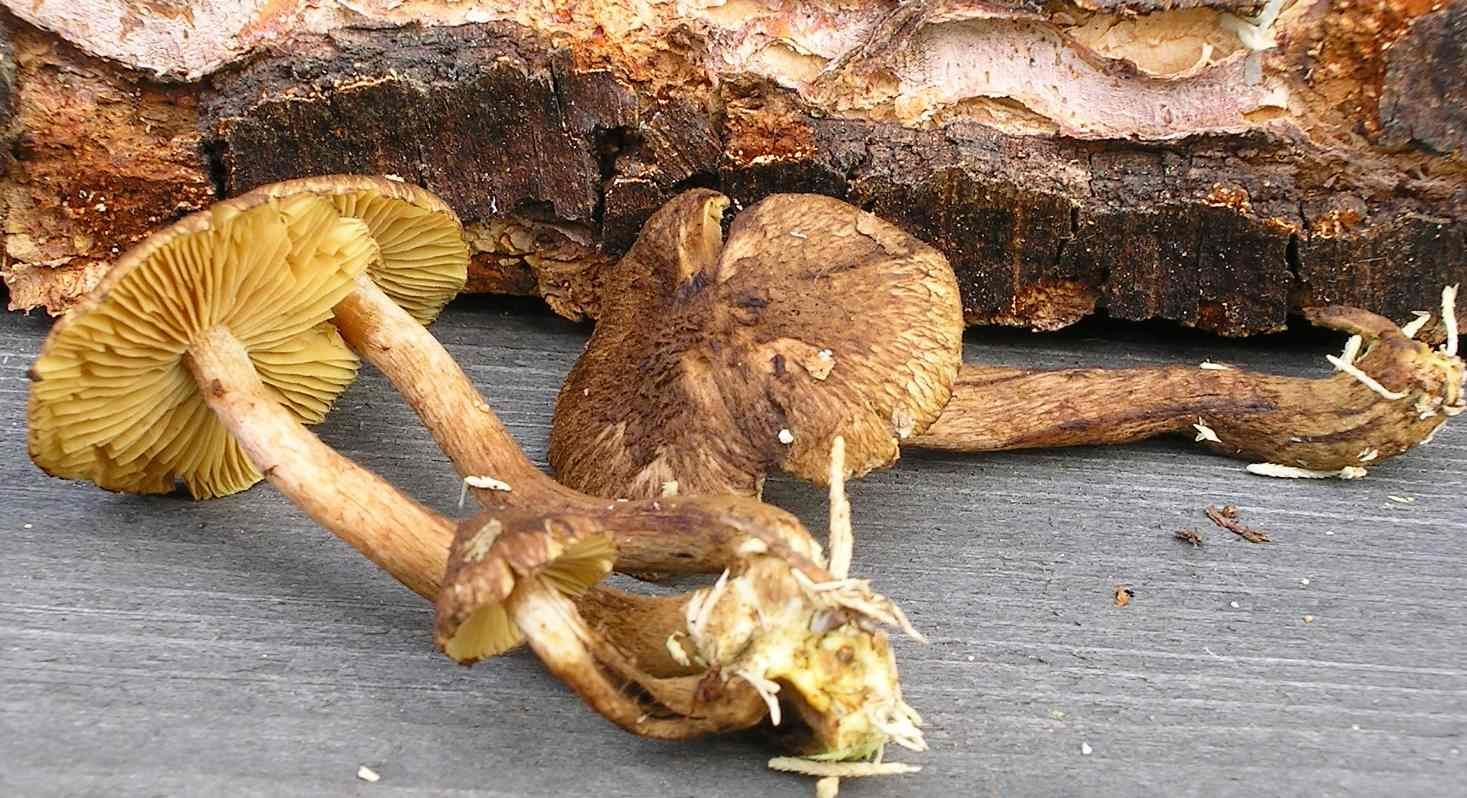
!!Inocybe relicina!!
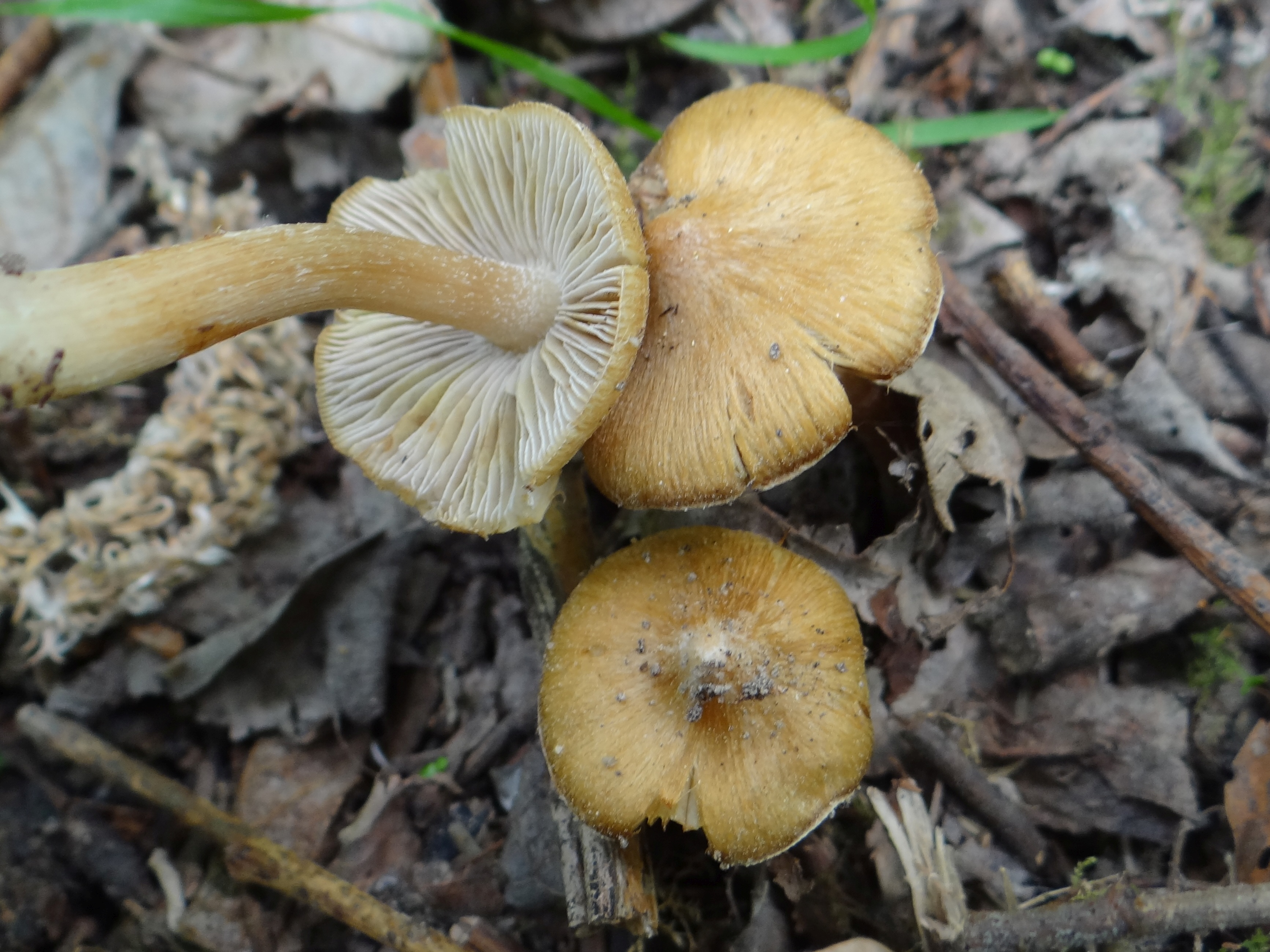
!!!Inocybe rimosa!!!
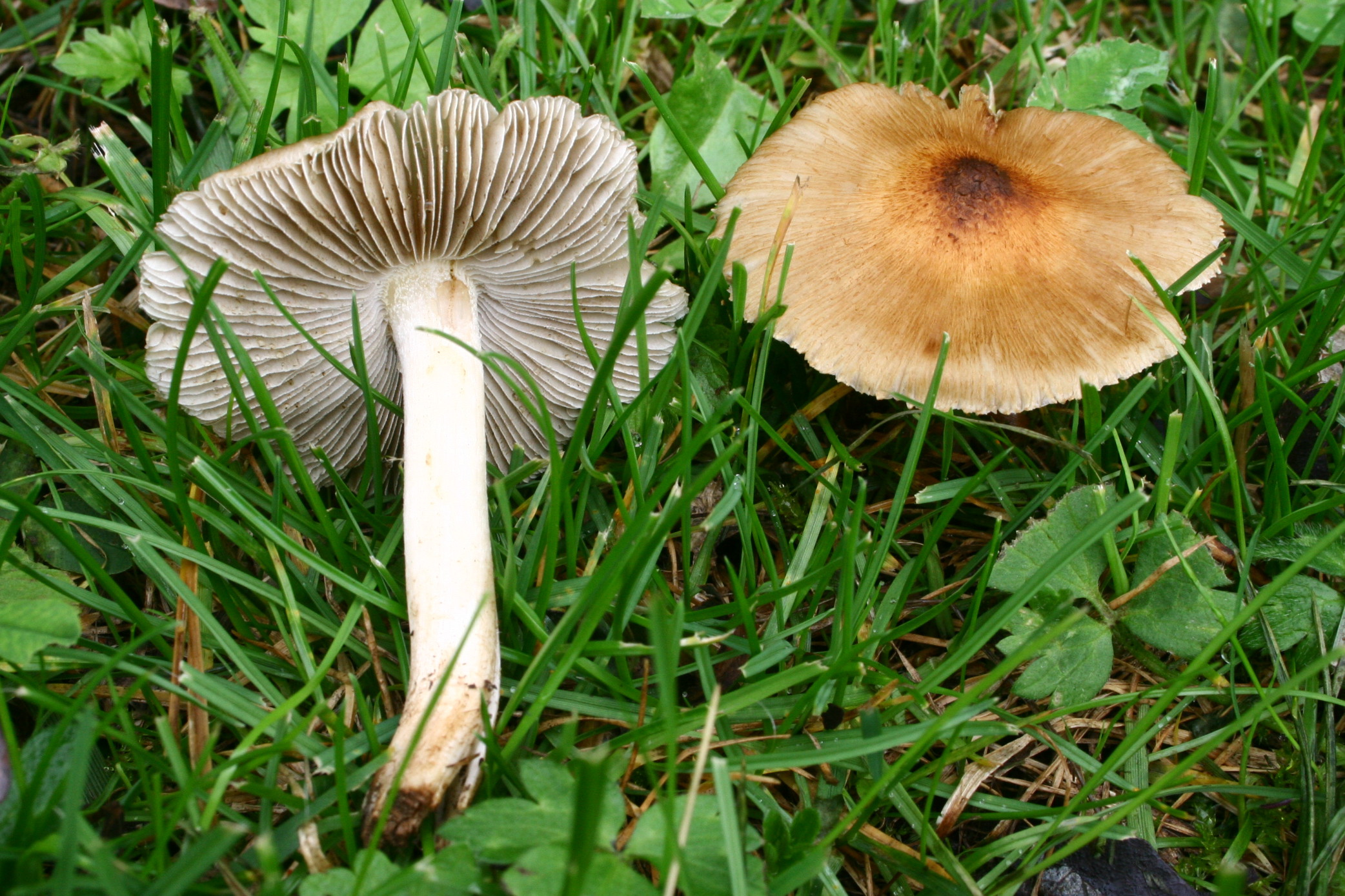
!!Inocybe squamata!!
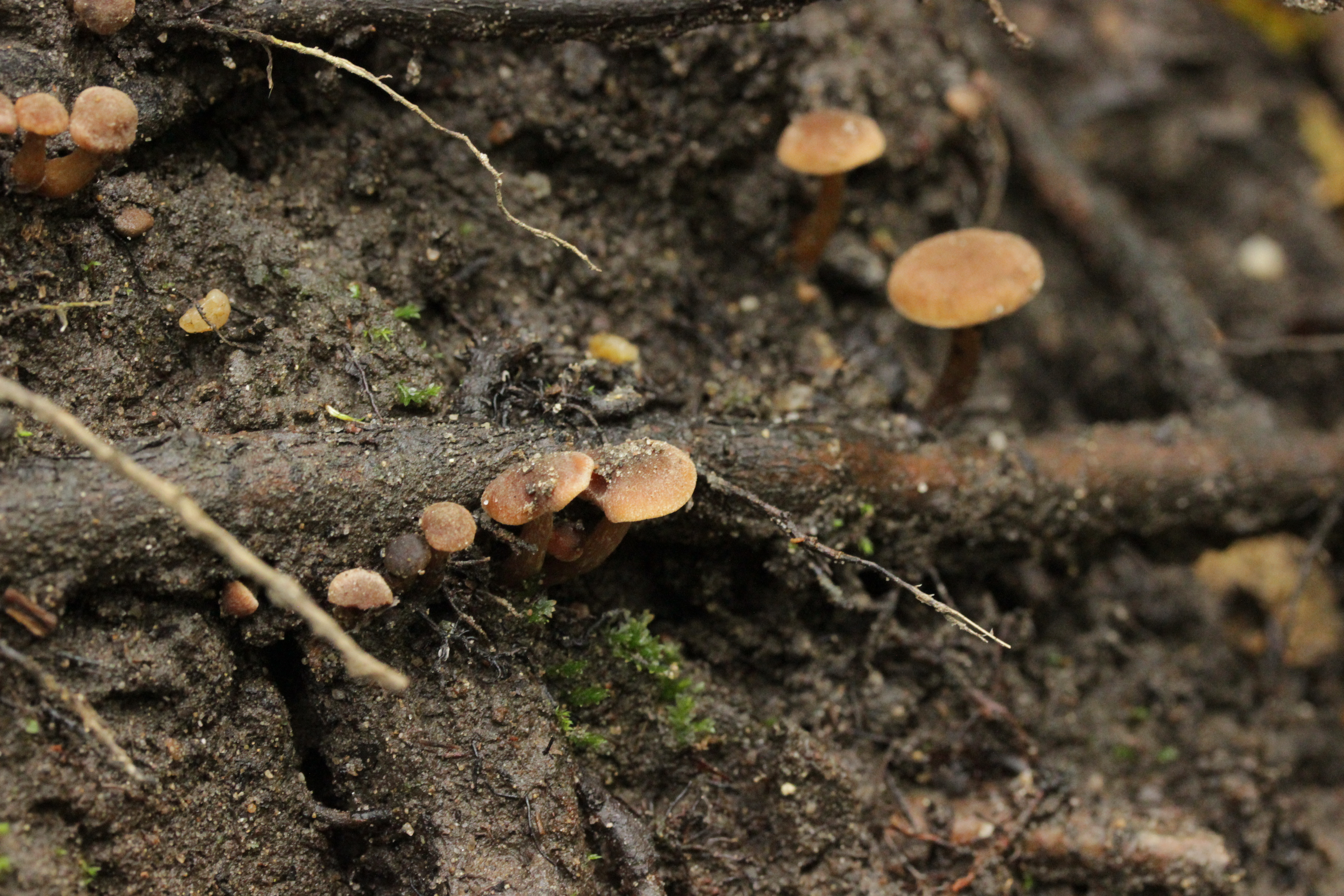
!Naucoria subconspersa!
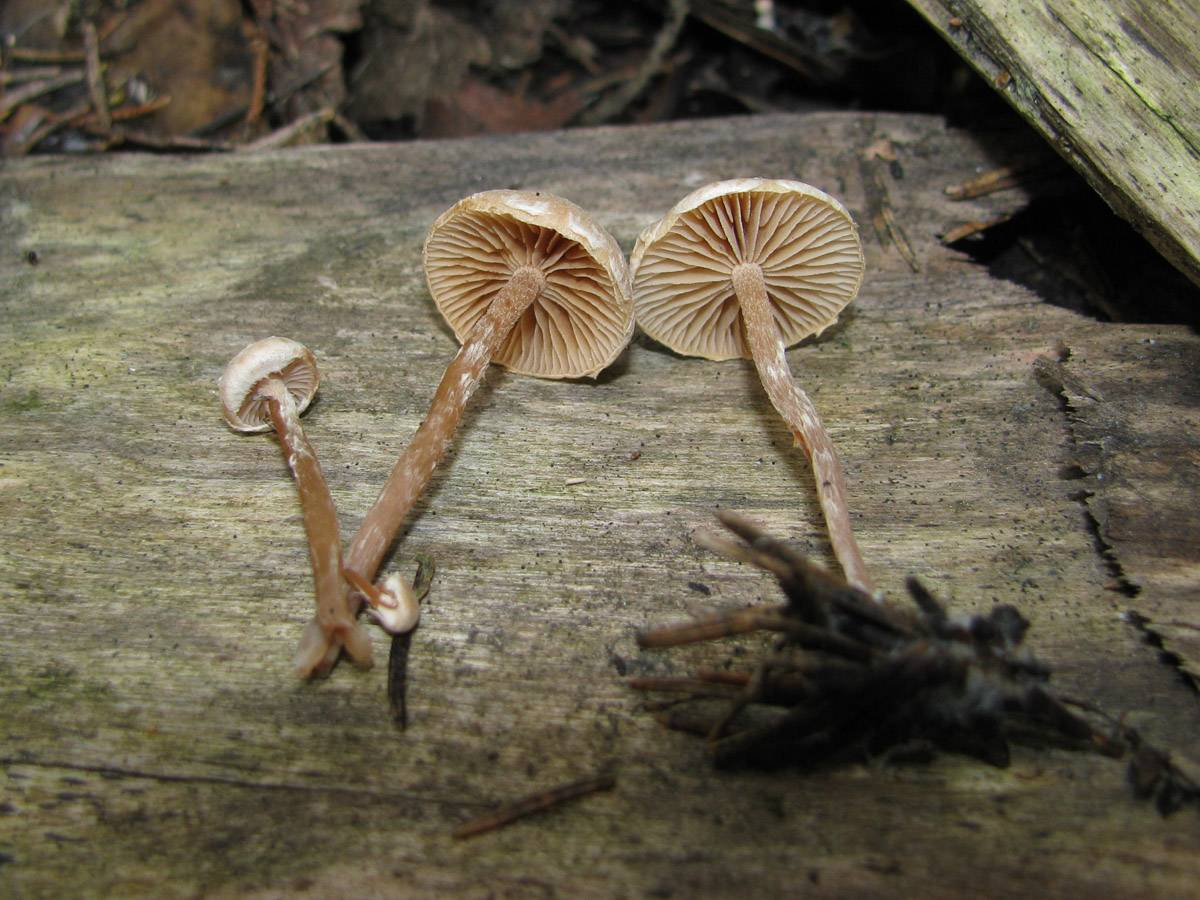
!Tubaria conspersa!

## Valorificare
Inocybe petiginosa conține muscarină dar probabil nu în doze relevante pentru a provoca intoxicații letale.